# Tolăcești
Tolăcești falu Romániában, Erdélyben, Fehér megyében. Közigazgatásilag Bisztra községhez tartozik.

## Fekvése
A Mócvidéken, Bisztra közelében fekvő település.

## Története
Tolăceşti korábban Bisztra része volt, 1956 körül vált külön 105 lakossal.
1966-ban 88, 1977-ben 103, 1992-ben 56, 2002-ben pedig 20 román lakosa volt.